# Jiulong (fleuve)
Pour les articles homonymes, voir Jiulong.
La Jiulong ou Jiulong Jiang (sinogramme simplifié: 九龙江; sinogramme traditionnel: 九龙江; pinyin: Jiǔlóng Jiang) est le plus long fleuve du Sud du Fujian, et le deuxième en importance dans la province. Comme la plupart des autres fleuves du Fujian (sauf deux), la Jiulong se jette dans le détroit de Taïwan.

## Géographie
Avec une longueur de 258 km et un bassin de 14 500 km2, son point d'origine le plus éloigné - la branche nord - se trouve dans la ville-préfecture de Longyan; tandis que la branche ouest, presque aussi longue, vient de Zhangzhou dans le Xian de Pinghe.